# Vilém Nikodém
Vilém Nikodém (10. února 1852, Třebíč – 30. prosince 1930, Třebíč) byl český úředník, spisovatel, archivář a kronikář, čestný občan města Třebíče.

## Život
Vilém Nikodém studoval na německém gymnáziu v Jihlavě, studium však nedokončil. Po ukončení studia absolvování vstoupil do služeb města jako jeho úředník. Uspořádal zbytky městského archivu. Významně se zasloužil o pojmenování třebíčských ulic jmény osobností národní i místní historie. V pokročilém věku začal sepisovat dějiny města Třebíče od roku 1468, u něhož skončil Adolf Kubeš. Napsal i drobnější práce: o třebíčských zvonech, mlýnech, kostelních stavbách, zámku. O Třebíči napsal články do moravské Vlastivědy a Ottova slovníku naučného.
Pracoval jako archivář na úřadě v Třebíči.
Z pověření městské samosprávy započal se psaním městské pamětní knihy ve smyslu zákona o pamětních knihách obecních (zákon č. 80/1920 Sb. z. a n.). Vedl ji až do roku 1924; jeho nástupcem se stal Čeněk Sameš.
Čestným občanem města je Vilém Nikodém od roku 1916. Název Nikodémova byl schválen v roce 1928 pro jednu z ulic v třebíčské části Domcích.
Nikodémův syn Viktor Nikodém (1885–1958) byl československý legionář, malíř a výtvarný kritik.

## Dílo
- Dějiny města Třebíče: Období 1468–1660. Část 1. Třebíč, 1931